# Lystrosaurus
Genre
Répartition géographique
- Lystrosaurus
- Mesosaurus
- Cynognathus
- Glossopteris (plante)

Lystrosaurus est un genre fossile de dicynodontes. C'est un synapside faisant partie de l'ordre des thérapsides aussi désignés comme « reptiles mammaliens ». 

## Présentation
Cet animal vécut durant la période comprise entre le Permien supérieur et le Trias moyen, entre environ 259 et 247 Ma. Ce genre est l'un des rares rescapés de la grande extinction de la fin du Permien, ce qui laisse supposer une grande adaptabilité, une forte prolificité, d'importants effectifs et une sobriété des besoins.

## Taxonomie
Les principales espèces du genre Lystrosaurus sont : Lystrosaurus curvatus, Lystrosaurus maccaigi, Lystrosaurus murrayi et Lystrosaurus declivis. Lystrosaurus curvatus regroupe deux sous-espèces : Lystrosaurus platyceps et Lystrosaurus oviceps, qui étaient autrefois reconnues comme des espèces à part entière par les paléontologues.

## Description
D'une taille comprise entre 80 centimètres à presque 2 mètres pour les plus grands spécimens, les Lystrosaures possédaient un corps trapu et étaient munis de membres robustes et relativement courts. Les pattes antérieures étaient plus puissantes que les postérieures : c'était peut-être animal fouisseur capable de déterrer des rhizomes, des tubercules, des animaux souterrains ou des pontes d'autres espèces.
Son crâne, relativement petit, comportait des narines situées très haut, presque au niveau des yeux. Une paire de défenses équipaient sa mâchoire supérieure. Cette caractéristique place Lystrosaurus dans le sous-ordre des dicynodontes, signifiant « deux dents de chien ». Ces défenses ont pu l'aider à creuser le sol et étaient peut-être un moyen de défense. Les Lystrosaures avaient un régime alimentaire majoritairement herbivore.
Une analyse de la croissance des défenses de fossiles de Lystrosaurus ayant vécu dans l'actuel Antarctique suggère qu'il pratiquait l'hibernation, sans doute du fait des variations saisonnières de température, à l'inverse d'autres spécimens connus ayant vécu dans l'actuelle Afrique du Sud. Cette adaptation aurait pu aider l'espèce à survivre à l'extinction Permien-Trias et en ferait la plus ancienne espèce connue à avoir hiberné.

## Aire de répartition
Des fossiles de Lystrosaures ont principalement été trouvés dans le sud du continent africain, en particulier dans la région du Karoo, en Inde et en Antarctique, dans la formation de Fremouw, à l'époque réunies au sein de la partie sud de la Pangée, et dont le climat subpolaire ressemblait à celui des actuelles Tasmanie ou Terre de Feu.

## Dans la culture
- Le Lystrosaure apparaît dans l'épisode 3 de la série de la BBC Sur la terre des géants, où il est chassé par des thérocéphales (probablement Euchambersia) et par des Proterosuchus.
- On le trouve également dans le jeu vidéo Ark Survival Evolved.
- Il apparait dans le troisième volet de la saga Jurassic World.
- Il apparait dans l'épisode 3 d'Animal Armageddon et Apocalypse Animal.
- Il apparait dans la série La vie sur notre planète dans l'épisode 3 et 4.